# Versdrama
Ein Versdrama ist ein Drama, das überwiegend in metrisch gebundener Sprache verfasst ist. Das gelegentliche Vorkommen von Versen, etwa in Form von eingestreuten Liedern, reicht nicht aus, um ein Drama als Versdrama zu klassifizieren, vielmehr müssen große Teile des Haupttextes in Versen verfasst sein. Bis ins 18. Jahrhundert war das Versdrama die einzige dramatische Textform, danach wurden zunehmend auch Dramen in Prosa verfasst. Der Begriff „Versdrama“, der der Unterscheidung von der Prosaform dient, ist jedoch erst seit dem frühen 20. Jahrhundert nachweisbar.
Aristoteles definiert in seiner Poetik das Drama an sich als „Nachahmung in Versform“. Antike und mittelalterliche Dramen sind praktisch ausschließlich in Versform verfasst, wobei in verschiedenen Epochen unterschiedliche Metren vorherrschend waren. In der deutschsprachigen Literatur war bis ca. 1600 der Knittelvers weit verbreitet, der dann durch den Alexandriner und schließlich im 18. Jahrhundert den Blankvers verdrängt wurde. Im klassischen französischen Drama war der Alexandriner vorherrschend, während sich in den Dramen von William Shakespeare Blankvers- und Prosapassagen abwechseln. In Shakespeare-Übersetzungen spiegelt sich der Umgang der deutschsprachigen Literatur mit dem Versdrama. Frühe deutsche Übersetzungen ignorierten Shakespeares Verspassagen meist und übersetzten sie als Prosa; so handelt es sich bei Christoph Martin Wielands sämtlichen Shakespeare-Übersetzungen um Prosatexte, so wie auch bei deren Vervollständigungen durch Johann Joachim Eschenburg. Erst August Wilhelm von Schlegel versuchte sich an originalgetreuen Nachdichtungen im Blankvers, womit er bei Johann Wolfgang von Goethe und den Dichtern des Sturm und Drang auf Zustimmung stieß.
Seit dem ausgehenden 19. Jahrhundert kam Dramen, die in Prosa verfasst waren, eine zunehmende Bedeutung zu, die das Versdrama schließlich eher an den Rand drängten. Bedeutende Prosadramatiker dieser Zeit waren etwa Henrik Ibsen und Anton Pawlowitsch Tschechow, während Hugo von Hofmannsthal und William Butler Yeats wichtige Vertreter des Versdramas dieser Epoche waren. Ein später theoretischer Verfechter des Versdramas war auch T. S. Eliot, der es als überlegene Form betrachtete und eigene, relativ freie Metren entwickelte, die sich an gesprochener Alltagssprache orientierten.
Eine Domäne des Versdramas ist von jeher auch das Musiktheater.